# Cục Quản lý nợ và Tài chính đối ngoại (Việt Nam)
Cục Quản lý nợ và Tài chính đối ngoại (tiếng Anh: Department of Debt Management and External Finance, viết tắt là DMEF) là cơ quan trực thuộc Bộ Tài chính, có chức năng giúp Bộ trưởng Bộ Tài chính thống nhất quản lý nhà nước về vay, trả nợ của Chính phủ, của chính quyền địa phương, nợ được Chính phủ bảo lãnh (sau đây gọi chung là “nợ công”); quản lý nhà nước về tài chính đối với các nguồn viện trợ của nước ngoài và của các tổ chức quốc tế cho Việt Nam; cho vay và viện trợ của Nhà nước, Chính phủ Việt Nam cho nước ngoài; thực hiện vai trò đại diện Chính phủ và Nhà nước Cộng hòa xã hội chủ nghĩa Việt Nam trong các quan hệ tài chính với nước ngoài và các tổ chức tài chính quốc tế; làm đầu mối tổ chức thực hiện công tác xếp hạng tín nhiệm quốc gia với các tổ chức xếp hạng tín nhiệm quốc tế.
Cục Quản lý nợ và Tài chính đối ngoại thành lập ngày 12/12/2008, theo Nghị định số 118/2008/NĐ-CP ngày 27/11/2008 của Chính phủ.
Chức năng, nhiệm vụ, quyền hạn và cơ cấu tổ chức của Cục Quản lý nợ và Tài chính đối ngoại được quy định tại Quyết định số 988/QĐ-BTC ngày 10/6/2019 của Bộ trưởng Bộ Tài chính.

## Nhiệm vụ và quyền hạn
Theo Điều 2, Quyết định số 988/QĐ-BTC ngày 10/6/2019 của Bộ trưởng Bộ Tài chính, Cục Quản lý nợ và Tài chính đối ngoại có các nhiệm vụ, quyền hạn chính:
- Trình Bộ trưởng Bộ Tài chính ban hành hoặc trình Bộ trưởng Bộ Tài chính để trình cấp có thẩm quyền ban hành các văn bản quy phạm pháp luật, cơ chế, chính sách và quy chế trong các lĩnh vực:

1. Quản lý vay, trả nợ công và nợ nước ngoài của quốc gia thuộc phạm vi quản lý của Bộ Tài chính.
2. Quản lý tài chính đối với nguồn vốn vay hỗ trợ phát triển chính thức (ODA), vốn vay ưu đãi và vay thương mại nước ngoài của Chính phủ.
3. Cấp và quản lý bảo lãnh của Chính phủ đối với các khoản vay, khoản phát hành trái phiếu.
4. Quản lý tài chính đối với nguồn vốn viện trợ không hoàn lại của nước ngoài và của các tổ chức quốc tế cho Việt Nam.
5. Quản lý tài chính đối với nguồn vốn cho vay, viện trợ của Nhà nước, Chính phủ Việt Nam cho nước ngoài.
6. Quản lý rủi ro đối với nợ công.

- Thực hiện chức năng quản lý nhà nước về:

1. Về quản lý vay, trả nợ công và nợ nước ngoài của quốc gia:
  1. Công tác xây dựng và tổ chức thực hiện chiến lược, kế hoạch vay, trả nợ công và nợ nước ngoài của quốc gia.
  2. Công tác quản lý vay nước ngoài của chính phủ.
  3. Công tác quản lý vay trong nước của Chính phủ.
  4. Công tác quản lý bảo lãnh chính phủ.
  5. Công tác quản lý vay nợ của chính quyền địa phương.
  6. Công tác giải ngân.
  7. Công tác trả nợ.
  8. Công tác kế toán, kiểm toán, thống kê, báo cáo, công bố thông tin về nợ công.
  9. Công tác quản lý Quỹ tích lũy trả nợ.
2. Quản lý tài chính đối với các nguồn viện trợ quốc tế.
3. Quản lý vốn viện trợ, cho vay và hợp tác của Nhà nước, Chính phủ Việt Nam với nước ngoài.
4. Giúp Bộ trưởng Bộ Tài chính thực hiện vai trò đại diện Chính phủ và Nhà nước Việt Nam trong các quan hệ tài chính với nước ngoài.
5. Công tác xếp hạng hệ số tín nhiệm quốc gia, đánh giá rủi ro tín dụng quốc gia.

- Thực hiện các nhiệm vụ khác do Bộ trưởng Bộ Tài chính phân công theo quy định của pháp luật.

## Lãnh đạo Cục[7]
- Cục trưởng: Trương Hùng Long[8]
- Phó Cục trưởng:

1. Nguyễn Xuân Thảo[9]
2. Vũ Hoàng Nam
3. Võ Hữu Hiến[10]
4. Hoàng Hải[11]

## Cơ cấu tổ chức
(Theo Khoản 1, Điều 3, Quyết định số 988/QĐ-BTC ngày 10/6/2019 của Bộ trưởng Bộ Tài chính)
- Văn phòng Cục
- Phòng Kế hoạch và Quản lý rủi ro (MO)
- Phòng Kế toán nợ và Thống kê
- Phòng Quản lý dự án trung ương
- Phòng Quản lý dự án địa phương
- Phòng Quản lý nợ đối với các Chính phủ nước ngoài (gọi tắt là Phòng Quản lý nợ song phương)
- Phòng Quản lý nợ đối với các tổ chức tài chính quốc tế đa phương (gọi tắt là Phòng Quản lý nợ đa phương)
- Phòng Quản lý bảo lãnh Chính phủ và Vay thương mại
- Phòng Quản lý viện trợ